# 佐藤健一 (電子工学者)
佐藤 健一（さとう けんいち、1953年 - ）は、日本の電子工学者、工学博士。名古屋大学大学院教授、NTT R&D フェロー、IEEE フェロー、電子情報通信学会フェロー。東京都生まれ。

## 経歴
- 1976年 東京大学工学部電子工学科卒業
- 1978年 東京大学大学院工学系研究科電子工学専門課程修士課程修了、日本電信電話公社横須賀電気通信研究所入所
- 1985年 British Telecom Research Laboratories 交換研究員
- 1999年 NTT未来ねっと研究所フォトニックトランスポートネットワーク研究部部長
- 2004年 NTT R&D フェロー、名古屋大学大学院教授

## 表彰
- 1984年 電子情報通信学会学術奨励賞
- 1990年 5月 電子情報通信学会論文賞
- 1999年 1月 IEEE Fellow Award
- 2000年 5月 平成11年度電子情報通信学会業績賞
- 2002年 4月 平成14年度文部科学大臣賞（研究功績者）
- 2003年 7月 電子情報通信学会フェロー
- 2005年 9月 電子情報通信学会通信ソサイエティ功労顕彰
- 2007年 9月 電子情報通信学会通信ソサイエティ論文賞（Best Tutorial Paper Award）, for the paper, Recent Developments in and Challenges of Photonic Networking Technologies
- 2007年 9月 電子情報通信学会通信ソサイエティ論文賞（Best Tutorial Paper Award）, for the paper, Prospects and challenges of multi-layer optical networks
- 2009年 2月 ONDM 2009 (The 13th International Conference on Optical Networking Design and Modeling - ONDM 2009) Best Paper Award, , for the paper, New dynamic network design and provisioning algorithms for broadband connection services considering fairness
- 2012年5月 電子情報通信学会功績賞

## 叙位・叙勲
- 2014年4月 紫綬褒章[3]

## 社内表彰
- 1989年 NTT 伝送システム研究所所長表彰
- 1991年 NTT伝送システム研究所所長表彰
- 1991年 NTT 研究開発技術本部長表彰
- 1992年 NTT 伝送システム研究所所長表彰
- 1995年 NTT 社長表彰
- 1999年 NTT特許実施補償2級表彰
- 2004年 NTT R&Gフェロー

## 著書
- "Fiber optic analog video transmission using semiconductor laser diodes," in Japan Annual Reviews in Electronics, Computers & Telecommunications ---- Optical Devices & Fibers 1982-------, Tokyo: Ohm Publishing Co., 1982, pp. 351-368
- 広帯域 ISDN とATM技術；電子情報通信学会編、（分担執筆）、平成7年2月, (ISBN 4-88552-127-0)。
- Advances in Transport Network Technologies: Photonic networks, ATM, and SDH, Artech House, Norwood, 1996, (ISBN 0-89006-851-8 begin_of_the_skype_highlighting 0-89006-851-8 end_of_the_skype_highlighting).
- Multimedia Communication Networks: Technologies and Services, Chapter 6: Trunk Transport Network Architectures and Technologies for Multimedia Services, Artech House, 1998 (ISBN 0-89006-936-0 begin_of_the_skype_highlighting 0-89006-936-0 end_of_the_skype_highlighting).
- レーザの科学；山中千代衛編著、（分担執筆）、丸善、1997, (ISBN 4-621-04371-4).
- 光情報通信技術ハンドブック、（分担執筆；III 光通信システム 4.3 光波ネットワーク技術）コロナ社、東京、2003年 6月 (ISBN 4-339-00754-4).
- 光通信工学；羽鳥、青山監修、小林編著（分担執筆；Chapter 7: 将来の方式構成）、コロナ社、東京、1997, (ISBN 4-339-01144-4).
- エンサイクロペディア 電子情報通信ハンドブック、電子情報通信学会編、（専門幹事、分担執筆）、オーム社、東京、1998年11月 (ISBN 4-274-03514-X).
- 光通信技術ハンドブック、三木、須藤編、（分担執筆）、オプトロニクス社、東京、2002年1月 (ISBN 4-900474-91-6).
- 広帯域光ネットワーキング技術 ―フォトニックネットワーク―、佐藤編著、電子情報通信学会、コロナ社、東京、2003年3月 (ISBN 4-88552-193-9).
- WDM Technologies: Optical Networks, Edited by K. Dutta, N. K. Dutta and M. Fujiwara, A volume in the Optics and Photonics Series, Chapter 3: Optical Path Cross-Connect, Elsevier Inc., San Diego, USA, ISBN 0-12-225263-2.
- 光技術総合事典、分担執筆；フォトニックネットワーク、オプトロニクス社、東京、2004年12月 (ISBN 4-902312-08-5).
- 光科学研究の最前線、分担執筆；IV 2-2 フォトニックネットワーク、強光子場科学研究懇談会発行、2005年8月（ISBN 4-902590-01-8）.
- 情報システムのための情報技術辞典、情報システムと情報技術事典編集委員会編、分担執筆、培風館、2006年6月（ISBN 4-563-01560-1）.
- 光科学研究の最前線、分担執筆；V-2. フォトニックネットワーク、強光子場科学研究懇談会発行、2009年12月（ISBN 978-4-902590-13-5）.
- 情報ネットワーク、（新インターユニバーシティシリーズ）、編著、オーム社、2011 (ISBN 978-4-274-21120-1)